# Josep Maria Muñoz Pujol
Josep Maria Muñoz Pujol (Barcelona, 1924 – ídem, 26 de noviembre de 2015) fue un dramaturgo, ensayista y novelista español. Traumatólogo prestigioso, desarrolló su carrera literaria en paralelo con su profesión.

## Trayectoria
Desde 1955, escribió y estrenó una decena y media de obras teatrales, entre las que destacan Antígona (1968), Kux my lord o Les metamorfosis reaccionàries (1977), En Companys (1981), Vador o Dalí de Gala (1988), Alfons Quart (1989), Somni de mala lluna (1991), Fleca Rigol, digueu? (1993), Anar i tornar de la taverna Pilsen (1995), L'Encobert (1995), Seducció (1995) o Dificultat pel domini de la casa (1995). Es autor también de la novela Dies de la raó perduda (1998), sobre la Guerra Civil, y de un relato sobre la oposición desde el monasterio de Montserrat hacia 1970: La gran tancada (1999). Ha escrito tres biografías en estilo narrativo: El falcó de Sueca (2002), sobre la figura de Joan Fuster; Agustí Duran i Sanpere: Temps i memòria (2004) y Lluís Nicolau d'Olwer. Un àcid gentilhome (2007).

## Obra dramática
- Torna un home (1955)
- No hay camino (1959)
- La hora de todos (1960)
- Antígona 66 (1965). Premio Josep Maria de Sagarra 1965
- Kux my Lord (1970)
- En Companys (1981)
- Vador o Dalí de Gala (1988)
- Alfons Quart. Premio nacional catalán para textos teatrales Ignasi Iglésias (ex aequo) (1989)
- Somni de mala lluna (1991)
- Fleca Rigol, digueu? (1993)
- Anar i tornar de la taverna Pilsen (1995)
- Seducció (1995)
- L'Encobert (1995)

## Narrativa
- Dies de la raó perduda (1998)
- La gran tancada (1999)
- El falcó de Sueca (2002)
- L'experiment (2015)

## Ensayo
- El cant de les sirenes. Petita crònica del teatre independient a Catalunya (1955-1990) (2015)